# 노선
노선(路線, 문화어: 로선)은 교통 기관이 통과하는 출발 지점과 목적 지점을 잇는 선이다. 철도 노선, 버스 노선, 항공 노선, 항로 등이 있다.
육상교통에서는 도로나 철도 등 실체가 있는 시설 위를 운행한다. 항공이나 해운에서는 아무것도 없는 공중이나 수면을 운항하기에 같은 ‘노선’이라 해도 기상 상태 등에 따라 실제로 통과하는 선은 같다고만은 할 수 없다.
비유적으로 단체나 조직 등(특히 정당이나 정부)의 운동의 기본방침도 의미한다. 이 쓰임의 유래를 말하자면, 원래 중국 공산당의 혁명운동의 용어로서 보통 영어의 Course(方針)로 번역된다. 정치노선·대중노선 등의 개념은 다른 나라에서도 사용되고 있다.